# لونكا موريشولوي
لونكا موريشولوي هي قرية تقع في إقليم ألبا في رومانيا.

## السكان
حسب إحصائيات 2002 بلغ عدد سكان القرية 2,669 نسمة.